# Hunky Dory
Hunky Dory — музичний альбом Девіда Боуї. Виданий грудень 1971 року лейблом RCA. Загальна тривалість композицій становить 41:37. Альбом відносять до напрямку глем-рок,артрок,Фолк-музика.

## Список пісень
1. «Changes» — 3:33
2. «Oh! You Pretty Things» — 3:11
3. «Eight Line Poem» — 2:52
4. «Life on Mars?» — 3:48
5. «Kooks» — 2:48
6. «Quicksand» — 5:03
7. «Fill Your Heart» — 3:07
8. «Andy Warhol» — 3:53
9. «Song For Bob» — 4:11
10. «Queen Bitch» — 3:13
11. «The Bewlay Brothers» — 5:21